# Emampriá
Emampriá, nestalo ili gotovo nestalo pleme američkih Indijanaca porodice tupari iz zapadnobrazilske države Rondônia.
Prema PIB-u (Povos Indígenas no Brasil) preostalo ih je svega 8 (1995.).